# Sabba Ștefănescu
Sabba Ștefănescu (n. 12 ianuarie 1857, Craiova – d. 16 august 1931, Sinaia) a fost un paleontolog și geolog român, profesor de paleontologie la Universitatea din București, membru corespondent al Academiei Române.

## Biografie
A absolvit liceul din Craiova (1875) și a studiat la Paris, unde a obținut licența în științe naturale (1879). Din 1881 a fost profesor de științe naturale la Școala Comercială și la liceul Sf. Sava din București, al cărui director a devenit în 1893. În același timp a lucrat la prima hartă geologică a României, întocmită în acea perioadă de Biroul Geologic condus de Grigoriu Ștefănescu. În 1897 a obținut doctoratul în geologie și paleontologie la Universitatea din Paris. A devenit membru corespondent al Academiei Române în 1893.
În 1905 este numit titular al unei noi catedre de paleontologie a Universității din București – apărută în urma diviziunii treptate a catedrei inițiale (1864) de geologie, mineralogie și paleontologie, deținută de Grigoriu Ștefănescu, în cele trei ramuri componente. În această calitate, păstrată până în 1929, una din preocupările lui Sabba Ștefănescu a fost dezvoltarea unui laborator de paleontologie pe lângă catedră, pe care l-a înzestrat cu colecția sa proprie și din alte donații. În 1917 pleacă împreună cu familia de la Iași, unde locuise în timpul ocupației germane a Bucureștiului, într-o misiune diplomatică la Paris, trecând prin Rusia și ajungând în Scoția după o traversare primejdioasă a Oceanului Înghețat de Nord. Se reîntoarce în țară în 1921.
Primele sale cercetări (1882-1886) sunt de geologie, studii preparatoare pentru harta României. A studiat cu deosebită atenție terenurile terțiare românești, ceea ce a făcut obiectul mai multor comunicări către Societatea Geologică a Franței; dintre acestea, studiul stratigrafic al terenurilor – o noutate pentru geologia română de atunci – a constituit subiectul tezei sale de doctorat. După numirea ca profesor, centrul atenției sale a fost evoluția mastodonților și elefanților, așa cum rezultă din resturile fosile din pliocen și pleistocen pe care le-a cercetat în țară și în timpul șederii la Paris.
Era o persoană cu o aură de severitate, întreținută atât de seriozitatea lui naturală, cât și de statura lui înaltă și impozantă. Ca director de școală, era numit Balaurul – totuși, zicea despre el: „că sunt serios, conced, dar aspru, nu accept”. A participat la viața politică, aparținând conducerii partidului conservator.
A fost membru corespondent al Academiei de Științe din România.